# Ken Marshall
Kenneth „Ken” Marshall (ur. 27 czerwca 1950 w Nowym Jorku) – amerykański aktor.

## Życiorys

### Wczesne lata
Urodził się w Nowym Jorku jako drugie z sześciorga dzieci nauczycielki tańca i inżyniera, specjalisty od budowy okrętów. Dorastał ze starszą siostrą, trzema młodszymi siostrami i młodszym bratem. W 1968 ukończył St. Joseph High School w St. Joseph w Michigan. Po grze na skrzypcach w liceum w musicalach, Marshall spróbował szczęścia na scenie i został obsadzony jako Curley w inscenizacji Oklahoma!. Uczęszczał do college’u w Michigan, gdzie otrzymał tytuł licencjata na podwójnym kierunku medycyny i literatury angielskiej. Następnie zdobył tytuł magistra teatru na Uniwersytecie Michigan. Uczęszczał do Actors Studio. Przez cztery lata studiował na wydziale teatralnym w Juilliard School z takimi aktorami jak Christopher Reeve, Robin Williams i Kelsey Grammer.

### Kariera
Występował w przedstawieniach off-Broadwayowskich: Perykles, książę Tyru (1974) jako pirat, Hamlet (1975) jako Marcellus, Becoming Memories (1983) jako Clyde, The Playboy of the Western World (1985) w roli Christophera Mahona, The Mound Builders (1986) jako dr Dan Loggins, Kaligula (1986) w roli cesarza rzymskiego Kaliguli i Quiet in the Land (1986) jako Pan O’Rourke. W 1980 trafił na Broadwayu w roli Tony’ego w musicalu West Side Story.
Karierę ekranową rozpoczął od udziału w dramacie Tilt (1979) z Brooke Shields w roli tytułowej, seryjnym westernie Metro-Goldwyn-Mayer How the West Was Won (1979) jako szeregowiec Andrew Willow, dramacie biograficznym Liliany Cavani Skóra (La Pelle, 1981) u boku Marcella Mastroianni. Był na okładkach magazynów takich jak „L’Uomo Vogue” (w lipcu 1981) i „Bravo” (w grudniu 1983). Wcielił się w autentyczną postać weneckiego kupca i podróżnika Marco Polo we włoskim miniserialu przygodowym Marco Polo (1982). Pozycję w Hollywood zapewnił mu sensacyjny film fantasy Krull (1983), gdzie zagrał księcia Colwyna, który walczy latającym magicznym dyskiem w kształcie gwiazdy shuriken, a jego wrogiem jest wielka bestia, która podróżuje po przestrzeni kosmicznej Czarną Fortecą. Wystąpił u boku Farrah Fawcett w telewizyjnym dramacie biograficznym TNT Margaret Bourke-White (1989). 
Pojawiał się gościnnie w serialach, w tym Słoneczny patrol (Baywatch, 1989), Detektyw Hunter (Hunter, 1991), Jedwabne pończoszki (Silk Stalkings, 1993) i JAG – Wojskowe Biuro Śledcze (JAG, 2001). W serialu Star Trek: Stacja kosmiczna (1994-1997) zagrał zastępcę komandora Michaela Eddingtona.
W 2019 został wprowadzony do Hall of Fame SJHS Performing Arts Center.

## Życie prywatne
W 1974 zawarł związek małżeński z Lindą, z którą ma dwójką dzieci, córkę Amandą i syna Allena. 

## Filmografia
Filmy
- 1979: Tilt jako Neil Gallagher
- 1981: Skóra (La Pelle) jako Jimmy Wren
- 1982: Claws jako lekarz
- 1983: Krull jako książę Cowlyn
- 1987: Stay Awake
- 1989: Bogowie muszą być szaleni 2 (The Gods Must Be Crazy II) jako organizator spotkania
- 1989: Brutalna sława (Brutal Glory)Stephen Ainslee
- 1989: Margaret Bourke-White (TV) jako Chappie
- 1990: Burndown jako burmistrz
- 1993: Wiadomość z Wietnamu (Message from Nam, TV) jako dr George Andrews
- 1994: Marie s’en va t-en guerre (TV) jako stary człowiek
- 1994: Berlin’39 jako Hans
- 1994: Bursztynowe fale (Amberwaves) jako Dean Deamon
- 1994: Wdowa po konfederacie mówi wszystko (Oldest Living Confederate Widow Tells All, TV) jako Ned (45)
- 1997: Banda Czarnej Chusty (Black Velvet Band, TV) jako kierowca gokartów
- 1998: Operacja Delta Force II (Operation Delta Force II: Mayday, TV) jako członek rządu rosyjskiego
- 2000: Gdzie jest mój syn/Trzymany w Hawanie (Dov’è mio figlio, TV) jako Cameron Ellis
- 2001: Zulus Chaka: Cytadela (Shaka Zulu: The Citadel, TV) jako Henry Francis Fynn

Seriale
- 1979: How the West Was Won jako szeregowiec Andrew Willow
- 1982–1983: Marco Polo jako Marco Polo
- 1988: Policjantki z FBI (Feds) jako Brent Shepard
- 1989: Gorączka nocy (In The Heat Of The Night) jako Stephen Ainslee
- 1989: Słoneczny patrol (Baywatch) jako Chuck
- 1991: Zagubiony w czasie (Quantum Leap) jako Rodney Owens
- 1991: Detektyw Hunter (Hunter) jako profesor Gleason
- 1992: The Commish jako Sullivan Godfrey
- 1993: Jedwabne pończoszki (Silk Stalkings) jako Bill Marshall
- 1994-1997: Star Trek: Stacja kosmiczna (Star Trek: Deep Space Nine) jako Michael Eddington
- 1997: Jedwabne pończoszki (Silk Stalkings) jako Egan / Babalocia
- 1998: Pensando all’Africa
- 2001: JAG – Wojskowe Biuro Śledcze (JAG) jako kapitan O’Bryan
- 2003: Bez pardonu (The District) jako barman